# Storia LGBT

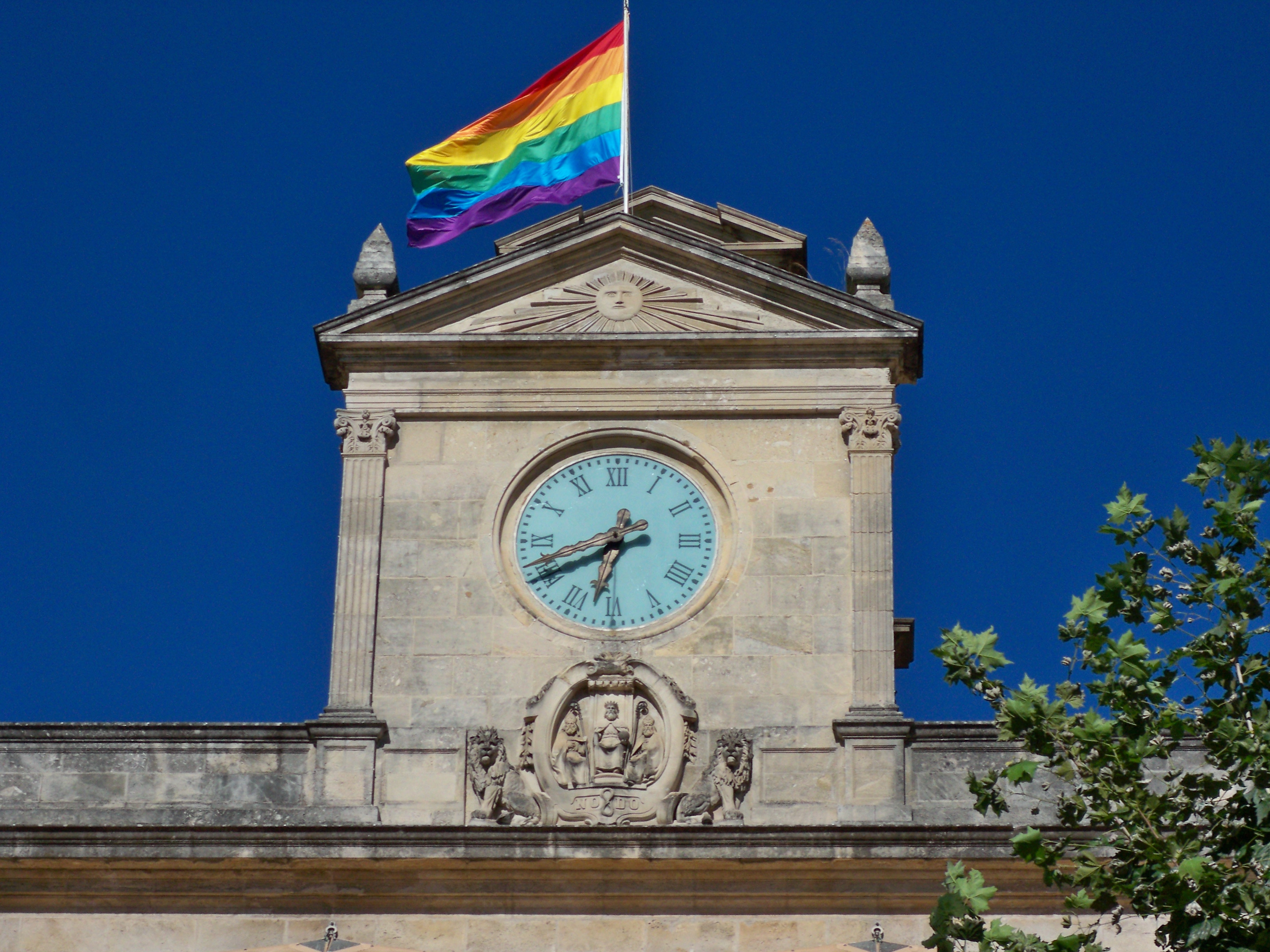
La bandiera LGBT sventola sul comune di Siviglia

La storia LGBT si riferisce alla storia delle culture gay, lesbiche, bisessuali e transgender in varie parti del mondo, a partire dalla prima testimonianza di tali orientamenti sessuali e identità di genere all'interno delle antiche civiltà.
La storia (in senso epocale) delle persone LGBT è stata segnata da persecuzioni e repressioni.

## Storia antica

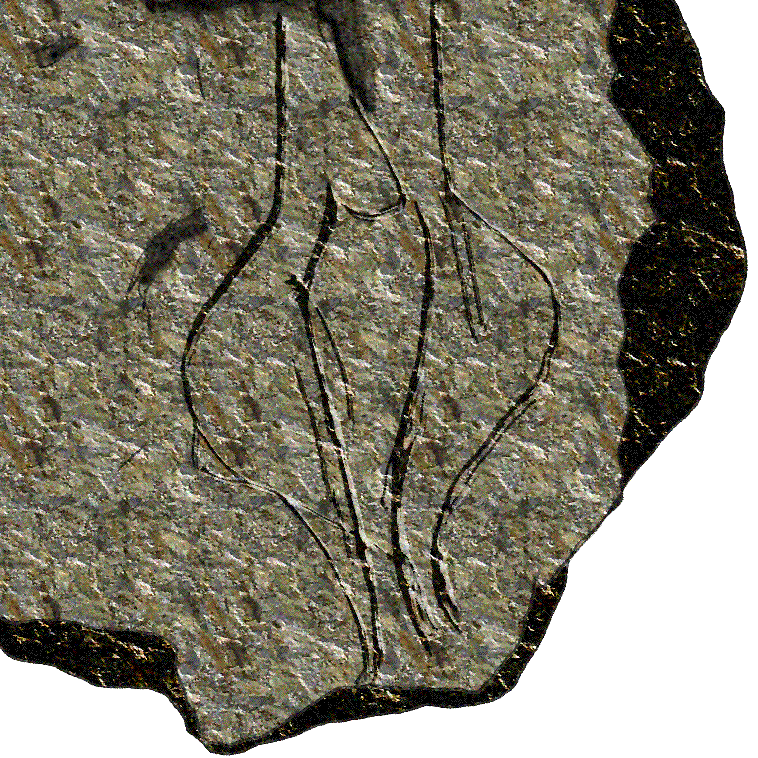
Incisione su ardesia di due figure femminili intimamente unite. "Venus claviformes", Neuwied, arte del Paleolitico

Tra i personaggi storici, alcuni anche della più alta rilevanza, certuni sono ricordati per aver avuto relazioni con persone dello stesso sesso - esclusivamente o in concomitanza a rapporti intrattenuti con persone di sesso opposto - mentre molti altri sono stati registrati per aver avuto solo rapporti con l'altro sesso. Tuttavia si rilevano casi di amore tra persone dello stesso sesso all'interno di quasi tutte le antiche civiltà. Inoltre, le persone transgender e tutti i rappresentanti del cosiddetto "terzo genere" sono stati anch'essi registrati nella pressoché totale varietà delle culture attraverso la storia documentata dell'umanità.

### Africa
Benché sia stata spesso ignorata o soppressa dagli esploratori e dai rappresentanti del colonialismo europeo, l'espressione omosessuale nei nativi africani è presente e prende una grande varietà di forme. Un esempio sono antropologi Stephen Murray e Will Roscoe che rilevarono che le donne nel Lesotho erano spesso impegnate in “relazioni erotiche a lungo termine” socialmente autorizzate, definite motsoalle.
E. E. Evans-Pritchard registrò anche, nel nord dell'attuale Repubblica del Congo, il comportamento dei guerrieri Azande, ordinariamente impegnati con giovani amanti tra i dodici e i venti anni, i quali aiutavano nei lavori domestici e partecipavano in relazioni sessuali coi loro mariti più anziani. La pratica è morta nei primi anni del XX secolo, dopo che gli europei presero il controllo delle nazioni africane, ma fu presentata dagli anziani cui Evans-Pritchard aveva riportato i suoi dati.

#### Antico Egitto

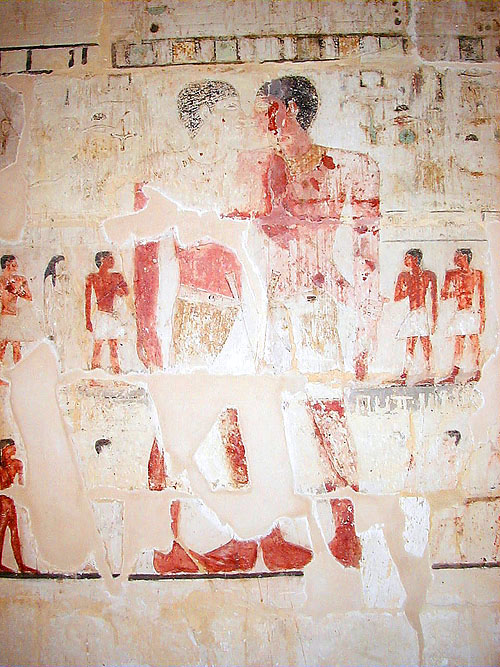
Affresco che ritrae Khnumhotep e Niankhkhnum

Sono stati rinvenuti ostraca risalenti al periodo ramesside che raffigurano immagini esplicite di atti sessuali sia tra uomo e donna sia tra uomini.
La prima coppia omosessuale di cui si ha notizia nella storia è comunemente riconosciuta essere quella costituita da Khnumhotep e Niankhkhnum, due giovani egiziani che vissero, in qualità di manicure, nel palazzo reale del faraone Niuserra durante la V dinastia egizia (intorno al 2400 a.C.). I dipinti nella loro tomba comune li ritraggono in una posizione in cui si baciano sul naso, la più intima posizione nell'antica arte egizia.
La storia letteraria risalente al Medio Regno e intitolata "Re Neferkare e il generale Sasenet" ha una trama che ruota attorno a una relazione clandestina intercorrente tra il sovrano con uno dei suoi generali. Si può pensare ch'essa faccia riferimento all'allora faraone Pepi II, che era con tutta probabilità omosessuale.

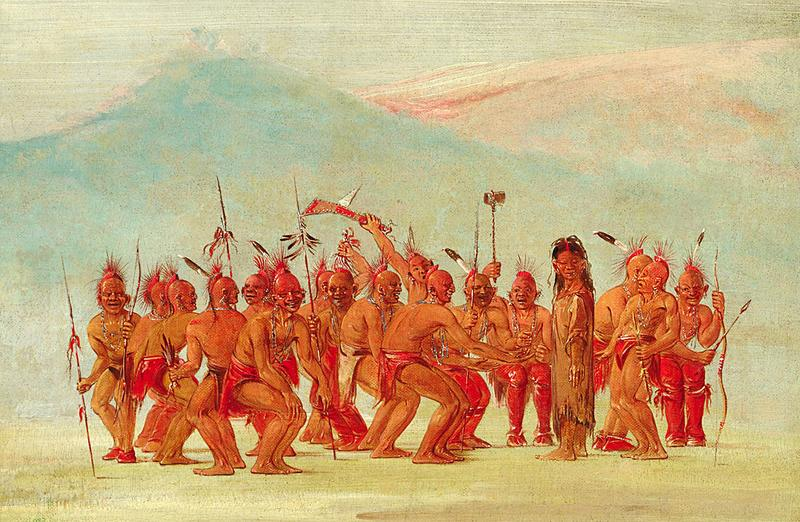
La danza cerimoniale dei "berdaches" per celebrare la persona dai due spiriti

### Americhe
Tra i nativi americani, prima della colonizzazione europea, una comune forma di omosessualità sembra incentrarsi nella figura dell'individuo definito dai due spiriti. Tipicamente quest'individuo veniva riconosciuto molto presto nella sua vita, e gli veniva data una scelta dai genitori di seguire tale percorso, e se il bambino accettava il ruolo questi veniva “promosso” nell'appropriata maniera, insegnandogli i costumi del genere che aveva scelto. Gli individui dai due spiriti erano comunemente degli sciamani ed erano onorati per avere poteri al di sopra dei comuni sciamani. La loro vita sessuale sarebbe stata con i membri dello stesso sesso appartenenti alla tribù.
Ma tra le popolazioni indigene la maggioranza della tribù ammetteva socialmente l'esistenza e il ruolo delle persone dette del terzo genere. Questi includevano sia i "berdaches" (un termine dispregiativo per i maschi di nascita che hanno assunto un'identità femminile) sia "le donne di passaggio "(femmine che avevano assunto un ruolo identitario maschile). Occorre dire che il termine "berdache" non era una parola appartenente ai nativi americani; ma si trattava di una definizione europea che copriva una gamma di persone del terze genere suddivise nelle diverse tribù. Non tutte le tribù dei nativi americani erano inclusive con le persone transgender.
Le persone omosessuali e transgender erano comuni anche tra altre civiltà pre-coloniali nell'America Latina, come tra gli Aztechi, i Maya, i Quechua, i Mochica, gli Zapotechi e i Tupi del Brasile.
I conquistatori spagnoli furono inorriditi dalla scoperta della "sodomia" praticata apertamente tra le popolazioni native e tentarono di sopprimerla sottoponendo i berdaches (come appunto gli spagnoli li chiamavano) alle loro regole e alle loro severe punizioni, tra cui la pubblica esecuzione e la morte sul rogo. Un famoso esempio di crudeltà contro gli omosessuali si verificò nel 1513 nella zona di Panama: dopo aver trucidato il re della regione di Quarequa, unitamente a seicento dei suoi guerrieri, il conquistador Vasco Núñez de Balboa
(Pietro Martire d'Anghiera, De orbe novo, 3a decade)

### Assiria
Nell'antica società degli Assiri, se a un uomo fosse capitato di avere un rapporto sessuale con un altro uomo di pari status o tramite la forma cultuale della prostituzione sacra, si pensava con convinzione che tutti i guai e le difficoltà lo avrebbero immediatamente abbandonato, ottenendo così una rapida e felice "buona fortuna". Alcuni antichi testi religiosi assiri contengono preghiere per ottenere benedizioni divine riguardo ai rapporti omosessuali.
L'arte assira pare trattare molto liberamente la raffigurazione del sesso anale, mostrandolo in varie pitture; era praticato come parte di un rituale religioso risalente almeno al III millennio a.C. e proseguito poi nel corso dei secoli e dei millenni. L'omosessualità era poi parte integrante della vita all'interno dei templi, ciò almeno in alcune parti della Mesopotamia, e nessuna condanna o senso di colpa sembra essere stata rivolta o essersi attaccata alla sua pratica, anche se questa fosse eventualmente avvenuta al di fuori del rito cultuale. Un buon numero di re avevano, oltre alle donne, anche amanti maschi: sia Zimri-lin (re di Mari) sia Hammurabi (il celebre re di Babilonia) dormivano assieme con gli uomini.
Alcuni sacerdoti assiri erano inoltre o uomini omosessuali o travestiti. Potevano infine essere sia omosessuali sia transgender coloro che si dedicavano alla prostituzione come rituale di culto; essi, in tale qualità, prendevano parte alle processioni pubbliche cantando, ballando, indossando costumi, a volte abbigliati con vesti femminili e portandosi appresso anche simboli femminili: certe volte anche facendo finta di essere colti dai dolori delle doglie.
Codici di legge del periodo Medio Assiro e risalenti all'incirca al 1075 a.C. affermano: "Se un uomo ha un rapporto con il fratello-in-armi (compagno militare), egli lo trasformerà in un eunuco".

### Regno d'Israele
L'antica legge istituita da Mosè e contenuta nella Torah vieta agli uomini di avere rapporti sessuali con altri uomini (Levitico 18); celeberrima è poi la storia del libro della Genesi sul presunto tentativo di stupro omosessuale commesso dai perfidi abitanti di Sodoma: la città sarà di lì a poco incenerita dall'ira del Signore. La pena di morte è stata prescritta per gli atti omosessuali. In Deuteronomio 22: 5 il crossdressing è condannato come "abominevole" condotta, ciò nonostante, mentre la sanzione penale per sodomia su bambini sopra i 9 anni prevedeva la morte per lapidazione, copulare con bambini di età inferiore non era considerato atto sessuale, in determinate circostanze, "a motivo di ordine pubblico", era prevista una punizione corporale a mezzo di frusta.

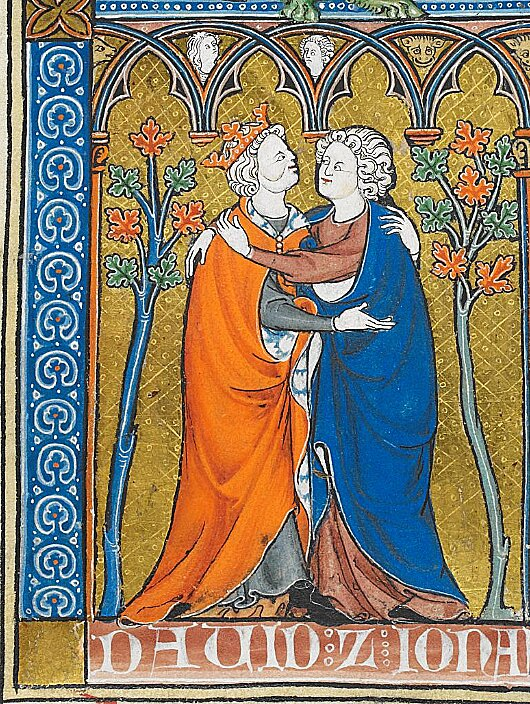
David e Jonathan, esempio biblico di amicizia romantica tutta al maschile: "il mio amore nei tuoi confronti è più dolce di quello per le donne (2 Re, 17-27)

### Cina

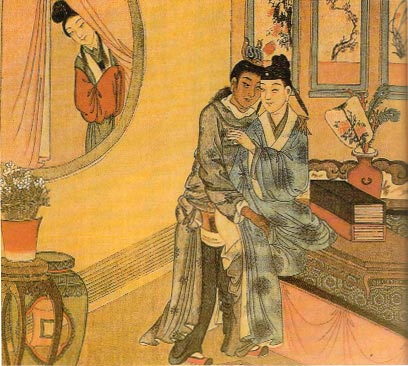
Una donna che spia una coppia di amanti maschi, Dinastia Qing

La presenza dell'omosessualità in Cina è stata testimoniata sin dai primissimi tempi della sua storia. Lo studioso Pan Guangdan (潘光旦) è arrivato alla conclusione che quasi tutti gli imperatori della Cina della Dinastia Han hanno avuto uno o più compagni di sesso maschile che dovevano però svolgere un ruolo esclusivamente passivo.
L'omosessualità, nota come la "passione della pesca tagliata a metà" e vari altri eufemismi è stata registrata dai documenti a partire approssimativamente dal 600 a.C. circa, oltre al suo venire menzionata in molte famose opere della letteratura cinese classica. Le istanze di affetto tra persone dello stesso sesso e le interazioni sessuali ampiamente descritte nel classico romanzo Sogno della camera rossa paiono essere state più familiari e conosciute ai lettori dell'epoca più di molte altre storie equivalenti che narravano intense amicizie tra persone eterosessuali.
Il Confucianesimo, essendo principalmente una filosofia sociale e politica, rimane sempre assai poco incentrato su argomenti riguardanti la sessualità, sia essa omosessuale o eterosessuale. Vi sono anche alcuni riferimenti al lesbismo in alcuni testi dell'epoca, seppur in misura minore rispetto ai riferimenti maschili. Si ritiene che l'omosessualità fosse molto popolare durante le dinastie Song, Ming e Qing.
L'amore tra persone dello stesso sesso era celebrato attraverso l'arte e alcuni esempi di ciò sono fortunosamente sopravvissuti alla distruzione della Grande rivoluzione culturale. Anche se non sono presenti statue imponenti, molte raffigurazioni su seta e pergamene possono essere trovate nelle collezioni private.

### Giappone
In Giappone molti diari risalenti al periodo Heian contengono riferimenti ad atti omosessuali. Molti di questi contengono addirittura testi sugli imperatori del Giappone e sulle loro relazioni omosessuali, dei "bei ragazzi" cioè trattenuti appositamente. In altri scritti figurano riferimenti alla questione dell' "indetità di genere" ovvero a storie di un giovane ragazzo che si innamora di una ragazza transessuale.
Gli shunga sono immagini di arte erotica includenti la rappresentazione della sessualità sia eterosessuale sia omosessuale.

### Antichità classica in Europa
L'atteggiamento del mondo classico nei confronti dei comportamenti omosessuali differiva ampiamente da quello attuale. Principalmente il giudizio sociale relativo agli atti sessuali non si basava sulla scelta del genere sessuale del compagno o della compagna, bensì sul ruolo rivestito dal maschio nel rapporto sessuale, ossia (attivo o passivo): il primo era considerato segno di mascolinità anche all'interno di un rapporto omosessuale, mentre qualsiasi tipo di passività sessuale (facilmente identificata anche con passività caratteriale) poteva essere anche violentemente disprezzata.
Una seconda differenza riguarda il fatto che nell'antichità classica il criterio per stabilire la liceità dell'atto omosessuale non si basava sul raggiungimento o meno della cosiddetta età del consenso di entrambi i partner, bensì sulla condizione personale (di uomo libero o schiavo) del soggetto ricettivo. Era lecito intrattenere una qualche relazione di tipo erotico anche con un bambino, se questi si trovava in condizione di schiavitù; mentre risultava in ogni caso illecito un rapporto con un adolescente consenziente ormai maturo sessualmente se egli era un cittadino libero e avesse dovuto subire il ruolo ricettivo.
Da questo punto di vista, è particolarmente lontano dalla mentalità odierna il concetto di stupro consensuale, che invece esiste nel diritto romano nel caso di un rapporto sessuale che rimaneva proibito dalla legge, anche se entrambi i partner fossero stati consenzienti. Stuprum, in lingua latina, infatti significa (oltre all'odierna violenza sessuale) anche rapporto sessuale fra persone consenzienti ma vietato dalla legislazione.
Una terza differenza, infine, consiste nel fatto che il matrimonio, nelle società antiche, era per lo più e prima di tutto un contratto legale destinato a produrre benefici, come una prole che mantenesse il genitore anziano e inabile nell'età tarda, o alleanze politiche, trasferimento di patrimonio ed eredità, accrescimento della potenza militare della comunità. Non era per principio pensato per soddisfare idealmente un bisogno affettivo individuale. L'amore così come lo intendiamo oggi era un gradito extra che poteva presentarsi dopo il matrimonio, ma non la ragione primaria per cui l'unione avveniva; per questa ragione esso era una cerimonia di fatto obbligatoria. L'omosessualità esclusiva era un privilegio di pochissimi, perché anche per i più ricchi e potenti il matrimonio era un obbligo: se non economico, almeno dinastico.
Benché fra la Grecia classica e la Roma ellenistica esistessero alcune differenze rispetto all'omosessualità, è possibile trattare parallelamente le due culture, dato che non sono presenti sostanziali differenze di concezione. La Grecia giustificò talvolta l'amore omosessuale con teorizzazioni filosofiche e artistiche originali che a Roma mancarono, laddove la cultura romana dimostra, rispetto alla Grecia, un atteggiamento decisamente più diretto verso la sessualità, facendo meno uso di alibi filosofici e artistici. Ciononostante, la mentalità dell'uomo romano nei confronti del ragazzo oggetto dei suoi desideri non è fondamentalmente diversa rispetto a quella del greco dell'età classica. La vera rottura di mentalità non si ebbe al passaggio da mondo classico al mondo ellenistico, ma nel passaggio dal mondo ellenistico a quello cristiano.

#### Antica Grecia

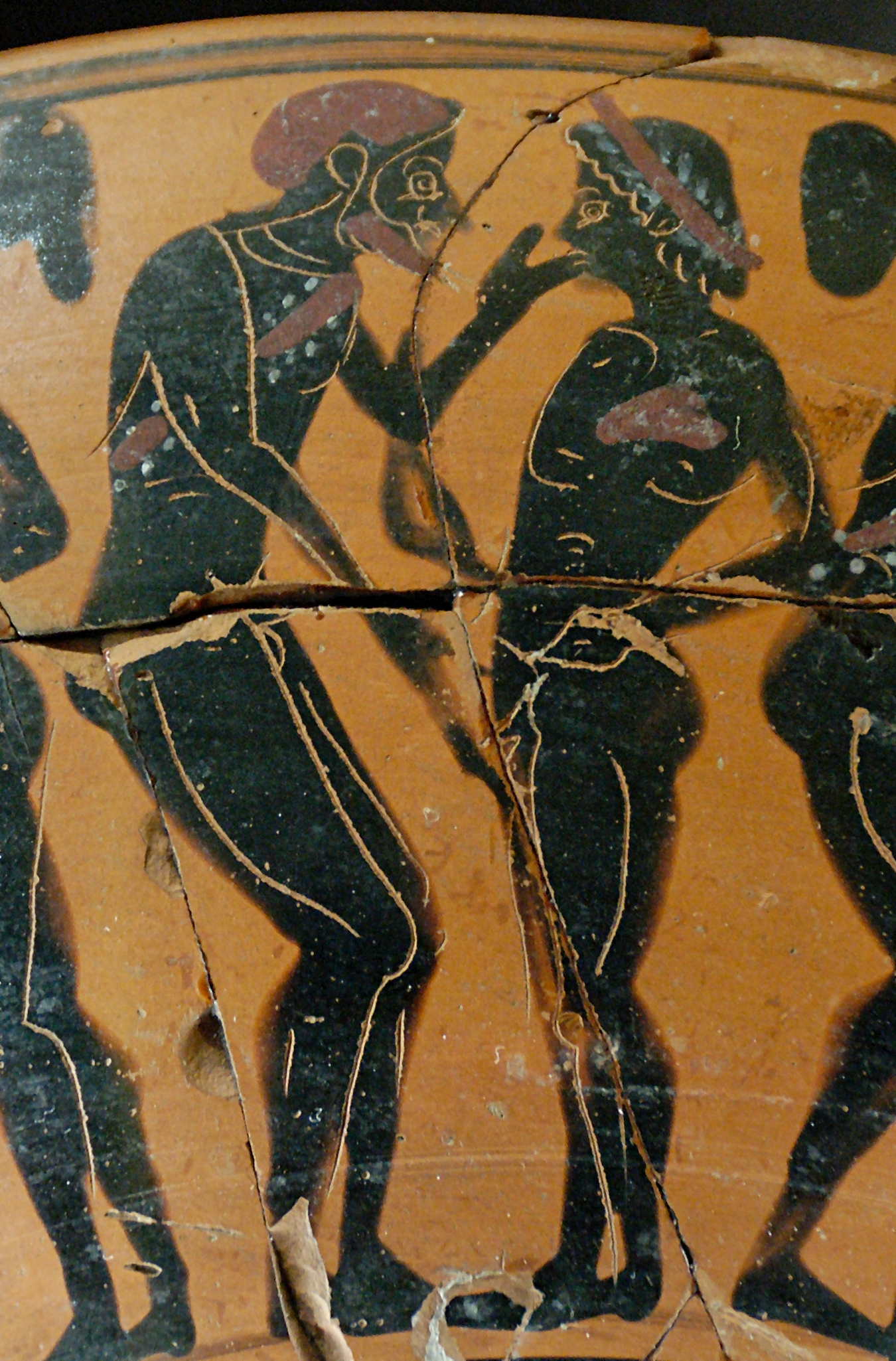
Scena di corteggiamento pederastico. Vaso a figure nero, 530-520 a.C.

I primi documenti riguardanti relazioni tra persone dello stesso sesso provengono dall'antica Grecia. Tali rapporti non sostituivano in nessun modo il matrimonio tra uomo e donna, ma si verificavano prima e accanto a esso. Un uomo maturo non avrebbe mai di solito avuto un compagno maschio maturo (con rare eccezioni in epoca ellenistica come quella riguardante Alessandro Magno e il suo compagno coetaneo Efestione), ma l'uomo più anziano sarebbe stato di norma l'erastès (amante) di un giovane eromenos (amato).
Questa forma di pederastia, derivante dalla più arcaica pederastia cretese, diventa nei secoli seguenti una raffinata e rigorosa istituzione a sfondo anche e soprattutto pedagogico-iniziatico. Gli uomini adulti potevano pertanto anche cercare ragazzi adolescenti come partner, come indicato da alcuni dei primi documenti riguardanti i rapporti pederastici risalenti alla civiltà micenea; spesso sono stati favoriti sulle donne. Anche se i ragazzi schiavi potevano essere acquistati, e abusati, i ragazzi liberi dovevano invece essere corteggiati, oltre che mantenersi rigorosamente entro i limiti stabiliti dalle norme della pederastia greca. Le fonti antiche suggeriscono inoltre che il padre del ragazzo avrebbe dovuto acconsentire al rapporto dando uno speciale benestare.
A proposito di omosessualità maschile tali documenti rappresentano un mondo in cui i rapporti con le donne abbinati in parallelo alle relazioni con i giovani sono stati il fondamento essenziale della vita amorosa di un uomo normale. Le relazioni omoerotiche rappresentavano una istituzione sociale variamente costruita nel tempo e con possibili variazioni da una città all'altra (vedi pederastia ateniese e pederastia tebana). La pratica formale, un rapporto in cui era spesso trattenuto o contenuto l'erotismo tra un maschio adulto libero e un'adolescente altrettanto libero, è stato valutato per i suoi benefici pedagogici inerenti alla paideia e l'agoghé.
Platone ha elogiato i suoi benefici nei primi scritti da lui redatti, mentre nelle sue ultime opere è giunto a proporne addirittura la proibizione. Nel Simposio (182 ter-D) si crea un'equivalenza tra l'accettazione dell'omoerotismo e il perseguimento degli ideali democratici (esempio supremo di ciò è quello dato dalla coppia di amanti tirannicidi Armodio e Aristogitone), la sua eventuale soppressione invece con il dispotismo, dicendo che l'"amore per i ragazzi" è considerato vergognoso dai barbari a causa dei loro governi dispotici e antidemocratici, proprio come lo sono anche la filosofia e la nudità atletica, dal momento che non è apparentemente nell'interesse di tali governanti di avere grandi idee generate dai loro sudditi, o potenti amicizie o comunità sportive, tutte attività atte a produrre l'amore per i giovani, che viene così particolarmente evidenziato. Aristotele però poco dopo, nella sua Politica, ha respinto le idee del maestro di abolire le relazioni omoerotiche spiegando inoltre che certi popoli barbari come i Celti gli hanno invece accordato un onore speciale, mentre i Cretesi la usavano per regolare la popolazione.

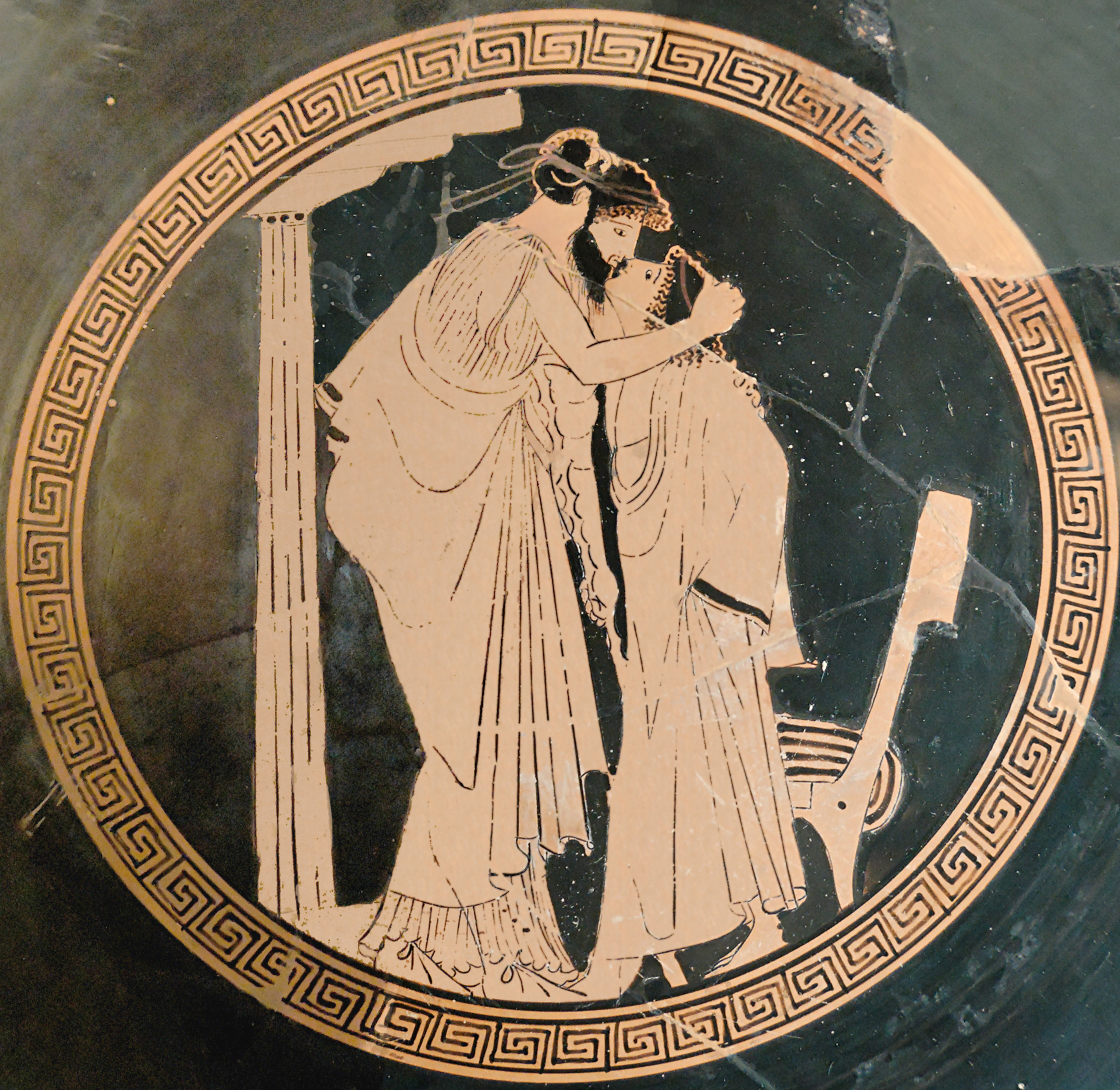
Bacio tra erastès ed eromenos, V secolo a.C.

L'ideale dichiarato era che entrambi i partner fossero stati ispirati all'amore simboleggiato da Eros (divinità primordiale che ispira nel cuore la passione erotica sia verso le donne sia nei confronti dei ragazzi), l'erastes doveva offrire disinteressatamente una forma completa di educazione ispirata ai valori civili e militari della polis di appartenenza, oltre a consigli di vita pratica nonché offerte e doni appropriati al proprio eromenos, che in genere finiva col diventare suo allievo devoto e assistente, per tutto il tempo in cui durava la loro relazione.
Mentre la sessualità tra la coppia avrebbe dovuto teoricamente rimanere entro certi limiti prefissati, senza atti penetranti e presumibilmente costituita principalmente dall'atto di frottage, dal sesso intercrurale o altre categorie di sesso non penetrativo. Anche se questo come detto era l'ideale da perseguire, realisticamente parlando, è probabile che in molti di questi rapporti si verificasse anche la fellatio e il sesso anale. Il risultato auspicato era il reciproco miglioramento, sia quindi dell'erastès adulto sia dell'eromenos adolescente, ognuno facendo del suo meglio per eccellere in modo da mantenersi degno del favore dell'altro.
Kenneth J. Dover, seguito poco dopo da Michel Foucault in Storia della sessualità e da David Halperin, presume che all'epoca fosse ritenuto improprio per l'eromenos sentire il desiderio nei confronti del partner né benché meno provarne piacere, dato che non sarebbe stato considerato un segno di mascolinità. La teoria di Dover ha provocato però diversi interrogativi alla luce dell'evidenza della poesia amorosa dell'epoca, Teognide e Anacreonte fra tutti, che suggerisce una connessione ben più emotiva e sentimentale rispetto alle precedenti ricerche accertate. Alcuni studi hanno poi mostrato che gli antichi Greci credevano che lo sperma fosse la fonte del sapere, della conoscenza, e che queste relazioni servissero quindi a passare la tensione ideale verso la saggezza - come una sorta di testimone - dall'erastès all'eromenos all'interno della società.

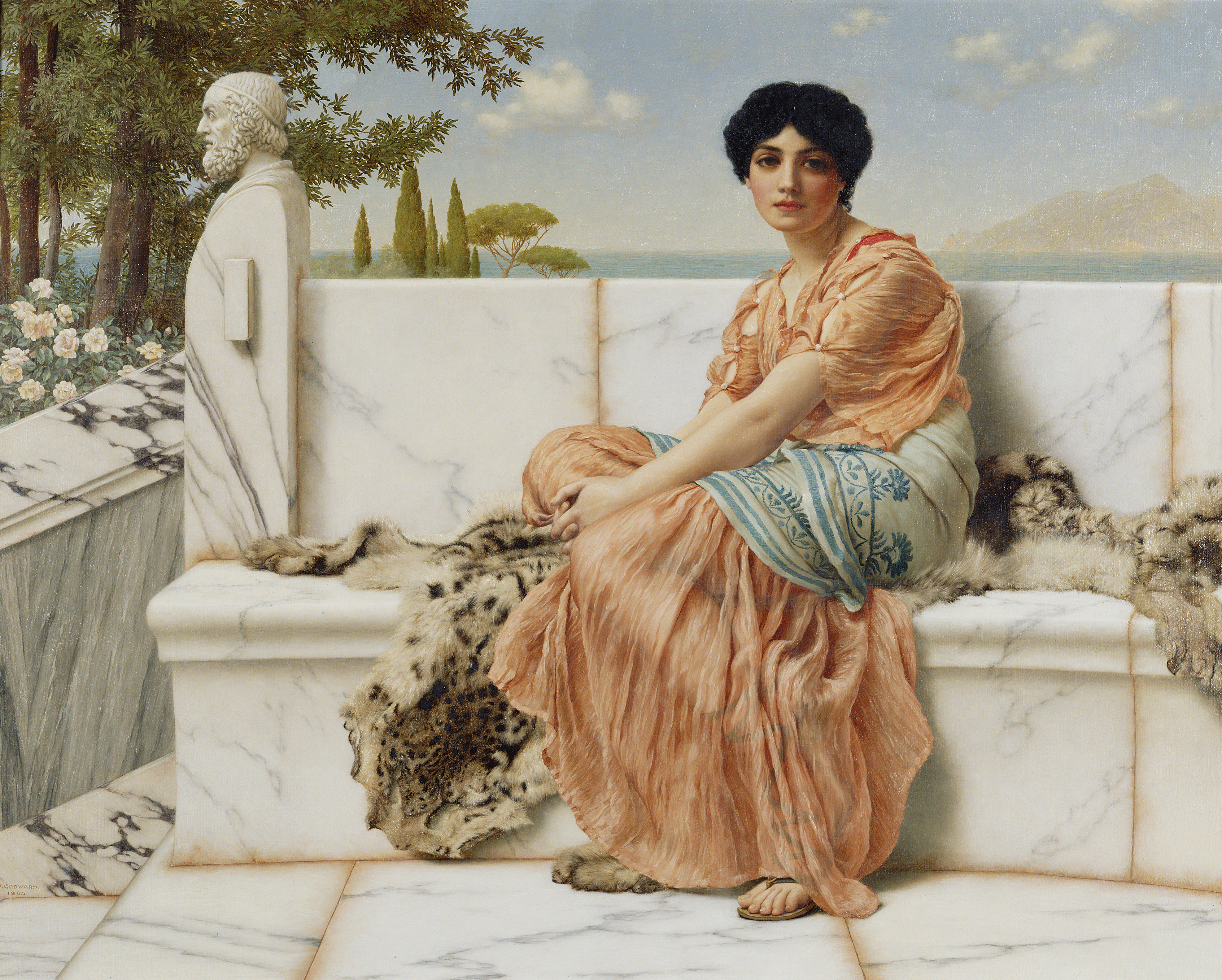
La poetessa Saffo di Mitilene (1904), di John William Godward

Una dichiarazione aperta circa una propria omosessualità esclusiva era infine considerata del tutto inaccettabile, passibile di esilio o in alcuni casi anche di condanna penale, questo perché è sempre stato considerato come un dovere civico inerente al proprio gruppo etnico quello di riprodursi.
Saffo, nata sull'isola di Lesbo, è stata inserita dai successivi commentatori Greci nella lista canonica dei nove poeti lirici. Gli aggettivi che derivano dal suo nome e dal luogo di nascita (saffico e lesbica) si sono venuti ad applicare per indicare l'omosessualità femminile a partire dal XIX secolo. Il fondamento della poetica saffica è incentrato sulla passione e l'amore per i vari personaggi descritti dalla poetessa, di entrambi i sessi. In molte delle sue poesie si parla di infatuazioni e amore (a volte corrisposto, a volte no) per varie ragazze, ma le descrizioni di veri e propri atti sessuali fisici tra donne sono pochi e oggetto di dibattito.

#### Antica Roma

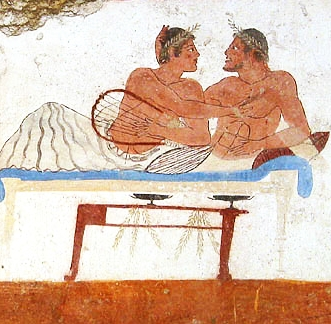
Un eromenos con il suo erastès durante un simposio. Affresco della tomba del tuffatore

Nella Grecia antica e nei territori corrispondenti alla Frigia, e più tardi nella stessa Repubblica romana, la dea Cibele era adorata con un culto particolare i cui sacerdoti principali, i galli o "arcigalli" erano dei maschi che si erano sottoposti a una volontaria auto-evirazione; in seguito vestivano con abiti femminili dichiarando essere divenuti loro stessi delle femmine a tutti gli effetti. Queste prime persone transessuali sono anche state indicate da diversi autori come essere i primi modelli di ruolo "esclusivamente omosessuale" presente in epoca antica.
Nell'antica Roma il giovane corpo maschile è rimasto al centro dell'attenzione sessuale dell'uomo adulto, ma i rapporti che si sviluppavano erano tra anziani uomini liberi e schiavi o giovani liberti che avevano preso il ruolo ricettivo nel rapporto sessuale. Tutti i primi imperatori romani della dinastia giulio-claudia, con l'eccezione di Claudio, si presero degli amanti maschi: dal grande condottiero Gaio Giulio Cesare irriso per la relazione probabilmente pederastica intrattenuta col sovrano del regno di Bitinia Nicomede IV, ad Augusto e Tiberio accusati di tenere accanto a sé dei catamite, fino a Nerone che giunse fino al punto da celebrare ufficialmente un rito di matrimonio romano tra sé e ben due uomini (Sporo e Pitagora).
L'imperatore ellenofilo del II secolo Adriano è ricordato per la sua relazione appassionata avuta con un giovane greco di Bitinia chiamato Antinoo, mentre quello del III secolo Eliogabalo è passato alla storia per esser stato uno dei primi uomini nella storia ad aver tentato su di sé un'operazione chirurgica di cambiamento di sesso.

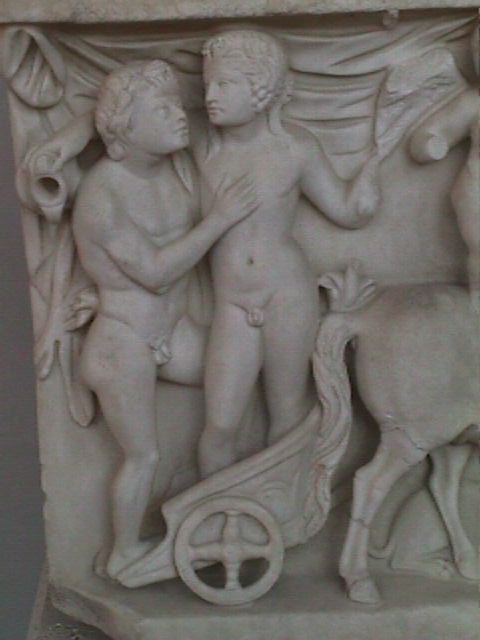
Corteo bacchico, il dio Bacco si sostiene appoggiato a un satiro

Nella società romana era socialmente accettabile per un adulto cittadino maschio prendere il ruolo sessuale attivo di penetrazione nelle relazioni con persone dello stesso sesso. I minorenni maschi liberi erano rigorosamente protetti dai cosiddetti "predatori sessuali" (vedi Lex scantinia), mentre gli uomini adulti che volontariamente assumevano il ruolo "passivo" nelle relazioni omosessuali potevano venir anche ferocemente denigrati. Nessuna legge o censura morale era diretta contro i comportamenti omosessuali in quanto tali, a condizione che il cittadino mantenesse il ruolo dominante con un partner di status inferiore, come uno schiavo, un prostituto, o chi era stato relegato e ridotto al pubblico ludibrio dall'infamia, persone queste ultime che avevano perduto tutti i diritti sociali, civili e politici.
Durante il Rinascimento italiano le città ricche del Nord Italia - Firenze e Venezia in particolare, erano famose per la loro pratica diffusa di amore tra persone dello stesso sesso, situazione questa in cui si trovava impegnata una parte considerevole della popolazione maschile; sistema costruito principalmente proprio sul modello classico della Grecia e di Roma. Gli atteggiamenti verso il comportamento omosessuale si modificarono quando l'impero cadde sotto il dominio cristiano; si veda ad esempio la legislazione di Giustiniano I.
Con la transizione da paganesimo a cristianesimo, nel tardo Impero romano fu la condanna cristiana a rendere l'omosessualità un reato, cioè uno stuprum; tuttavia la terminologia usata per giustificare la condanna non è cristiana, ma è ripresa dalla filosofia greca e non dalla teologica ebraica. Nella proibizione dell'omosessualità esisteva, almeno in parte, il desiderio di tutelare il compagno ricettivo dal disonore sociale che gli derivava dal suo atto, combattendo pertanto contro l'idea che alcune persone (quelle libere) abbiano il diritto di usare il corpo di altre (quelle schiave) in qualunque modo desiderino.
Era abbastanza ovvio quindi chiedere la condanna di un atto che era considerato dalla stessa mentalità pagana uno stuprum (un abuso) anche quando avveniva fra persone consenzienti. Dire, però, che il cristianesimo abbia rovesciato la libera morale sessuale pagana è una semplificazione eccessiva di un'evoluzione di pensiero molto più complessa, sfumata e contraddittoria. Molti pensatori greci furono infatti violentemente antiomosessuali, al punto che su molte questioni i cristiani dovettero solo recuperare le loro condanne e i loro principi e utilizzarli nuovamente, corroborandoli con l'autorità derivante dalla condanna derivante dalla Bibbia, per esempio richiamandosi al mito della distruzione di Sodoma e Gomorra. Una lettura parallela di scrittori cristiani e di loro contemporanei pagani come Seneca oppure Plotino, mostrerà in effetti, in questo campo, molte più convergenze che divergenze.

#### Tra i Celti
Ateneo di Naucrati (III d.C.), nei Deipnosofisti (XIII, 603), racconta di come le donne celtiche fossero tra le più belle del mondo eppure che i loro uomini le trascurassero spesso per stare con i giovanetti: il guerriero gallo era solito dormire tra le pelli della sua magione con alla destra la florida moglie e alla sinistra il giovane pupillo preferito. Diodoro Siculo (Bibliotheca historica, V, 32) e Strabone (Geografia, IV, 4, 6) rincarano la dose, riferendo della preferenza dei Galli per gli "infami stupri co' maschi". Aristotele, (Politica, II 6), dice che per i Celti l'atto omosessuale è un onore che viene conferito ai giovani, da intendere in particolare durante il passaggio iniziatico in una fratria guerriera. Dallo studio dei miti celtici, inoltre, nonché dall'esegesi di numerosi esperti tra cui B. Sergent, Godard e Markale si ha traccia di un vero e proprio codice amoroso tra guerrieri, dove la relazione omosessuale passiva non era uno stigma (al contrario di altri popoli, quali i Romani per esempio) e dove un rifiuto poteva essere una grave offesa per un uomo d'onore. In alcuni miti, in particolare quelli riguardando la dea Brigid-Belsama, non mancano riferimento all'omosessualità femminile, anch'essa, forse ancora più di quella maschile, legata a ritualità sacre e di devozione.

#### Sud Pacifico
In molte società della Melanesia, specialmente in Papua Nuova Guinea, le relazioni omosessuali erano una parte integrante della cultura. Ad esempio, gli Etoro e i Marindi vedevano addirittura l'eterosessualità come qualcosa di immorale e celebravano, invece, l'omosessualità. In molte culture melanesiane tradizionali, un ragazzo prepubescente viene accompagnato a un adolescente più grande che diverrà suo mentore e che lo “inseminerà” (oralmente o analmente, dipende dalla tribù) per un numero di anni in modo da far raggiungere così la pubertà al ragazzo. Molte società melanesiane, comunque, sono divenute ostili nei confronti delle relazioni omosessuali dopo l'introduzione del cristianesimo da parte dei missionari europei.

## Medioevo

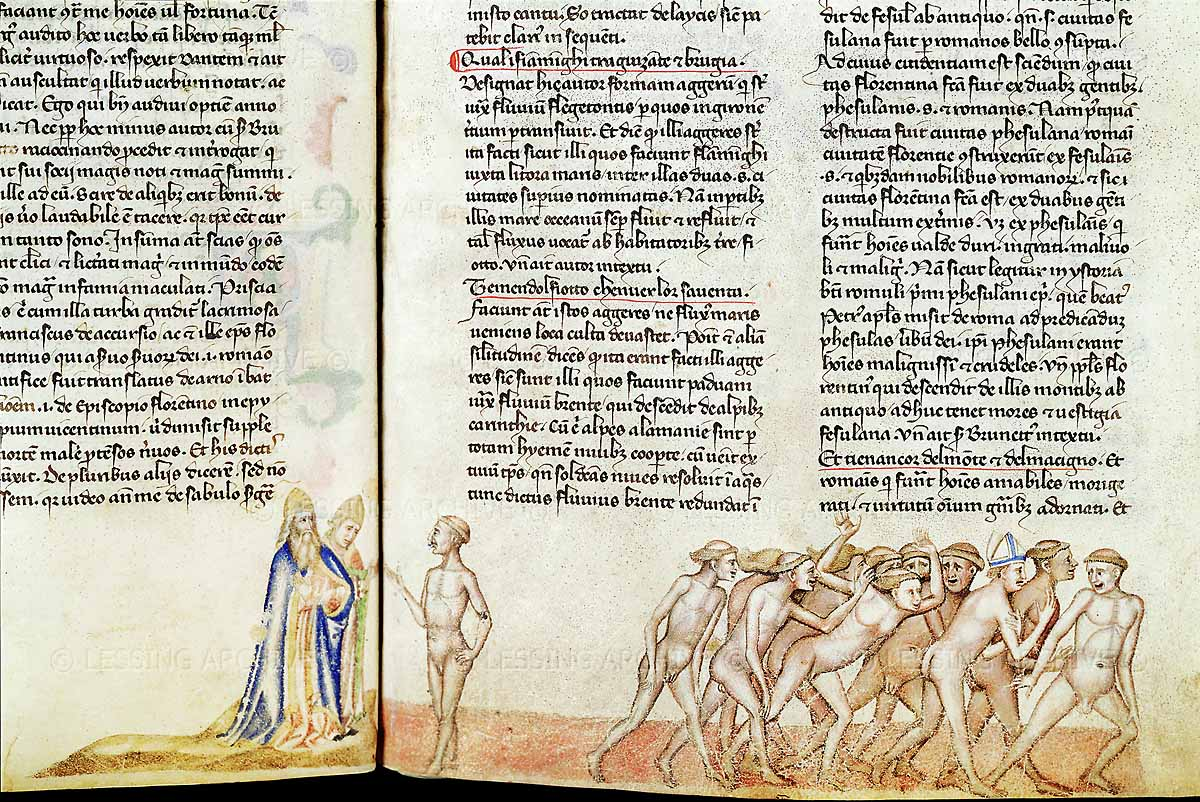
Illustrazione tratta da un'edizione della Divina Commedia che mostra Dante e Virgilio mentre parlano con i sodomiti all'inferno

Gli studiosi omosessuali del cosiddetto 'impero della mente' erano comuni nelle culture arabe ed ebree medievali, come è riscontrabile nella loro poesia. Secondo John Boswell, autore di Christianity, Social Tolerance and Homosexuality (New Haven: Yale University Press, 1980), esistevano comunità cristiane monastiche omosessuali e altri ordini religiosi in cui l'omosessualità prosperava. Secondo Chauncey e altri (1989), il libro “offre un'interpretazione rivoluzionaria per la tradizione occidentale, asserendo che la Chiesa Cattolica Romana non ha condannato l'omosessualità nel corso della storia, ma anzi, almeno fino al dodicesimo secolo, non ha alternativamente manifestato alcuna concezione della stessa omosessualità o effettivamente considerato l'amore tra uomini”.
Boswell è anche autore di Same-Sex Unions in Pre-Modern Europe (New York: Villard, 1994) in cui asserisce che la liturgia adelfopoietica è un esempio di come la considerazione della chiesa cristiana nei confronti dell'omosessualità è cambiata nel corso del tempo, e che i primi cristiani accettavano, in alcune occasioni, le relazioni dello stesso sesso. Alcuni critici, tra cui Richard William Southern, confutano le scoperte di Boswell e il suo rigore accademico. Il suo lavoro attirò una grande controversia, così venne visto da molti come un mero tentativo di Boswell di giustificare l'omosessualità nella fede cattolica romana. Ad esempio, R. W. Southern indica che l'omosessualità fu condannata estensivamente dai capi religiosi e dagli accademici medievali anche da prima del XII secolo; fa riferimento inoltre alle pene che erano comuni nella prima società medievale, molte delle quali includevano tra i più seri peccati punibili proprio l'omosessualità.
Bennett e Froide, nel loro "Singlewomen in the European Past", scrivono: "Altre singole donne trovavano conforto emozionale e piacere sessuale con donne. La storia delle relazioni omosessuali tra donne nel Medioevo e nella prima Europa moderna è estremamente difficile da studiare, ma non ci sono dubbi sulla loro esistenza. I capi religiosi erano allarmati dal sesso lesbico; le donne che esprimevano o praticavano venivano a volte imprigionate o anche condannate a morte per amore lesbico; e alcune donne addirittura si travestivano con lo scopo di vivere con altre donne come una coppia sposata.” E, andando avanti nella lettura, si nota come anche l'apparentemente moderna parola “lesbica” si possa rintracciare già nel 1732.
Mentre le relazioni sessuali tra uomini venivano altamente documentate e condannate, “I teologi moralisti non prestavano molta attenzione alle questioni che oggi chiameremmo di carattere lesbico, forse perché qualsiasi cosa che non concerneva un fallo non ricadeva nel campo della riconosciuta sessualità. Alcune legislazioni contro le relazioni lesbiche si possono ritrovare in questo periodo, ma per la maggior parte si sottolinea il divieto dell'uso di strumenti, in altre parole dildo”.

### Medio Oriente
Nell'Islam pre-moderno vi fu una "diffusa convinzione che i giovani imberbi possedessero di per sé una capacità di attrazione e tentazione per gli uomini adulti nel suo complesso, e non solo per una piccola minoranza di devianti". Spesso i poeti sufi musulmani nelle terre arabe medievali e in Persia scrissero alte odi in onore dei bei ragazzi impegnati a servire il vino dentro le taverne.
In molte aree la pratica sopravvisse sino ai giorni nostri, come documentato da Richard Francis Burton, André Gide e altri; i temi legati all'omoerotismo erano presenti in poesia e nelle altre forme di letteratura scritta da alcuni musulmani del periodo medievale, ma anche successivamente, celebrante l'amore tra maschi: questi erano infatti più comuni di quanto non lo fossero le espressioni poetico-letterarie di attrazione per le donne. Tali temi erano ampiamente tollerati in molti luoghi pubblici, dai monasteri ai seminari, dalle taverne ai campi militari, dalle saune ai luoghi di ritrovo sociale.
Poeti persiani, come Saˁdi (XIII secolo), Ḥāfiẓ (XIV secolo), e Jami (XV secolo), hanno scritto poesie piene di allusioni omoerotiche. Le due forme più comunemente documentate erano il sesso commerciale con giovani maschi transgender o quelle relazioni con adolescenti che assumevano i ruoli esemplificati dai Köçek e dai Bacha Bazi, oltre che dalle pratiche spirituali sufi in cui il praticante ammirava la forma di un bel ragazzo per entrare in uno stato estatico che gli permetteva così d'intravedere anche solo per un attimo la sfolgorante e sublime bellezza di Allah.

## Rinascimento

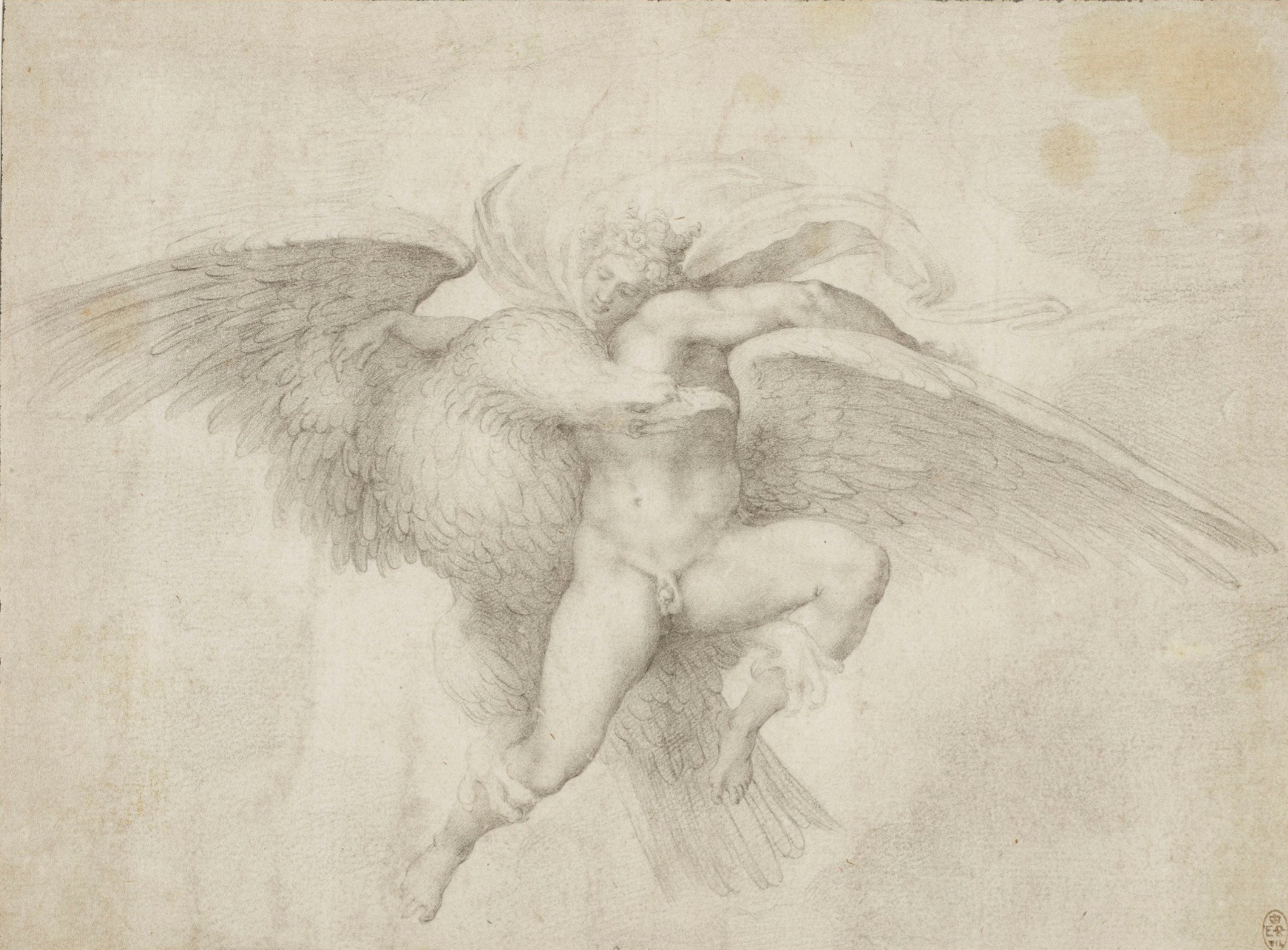
Michelangelo Buonarroti, "Il ratto di Ganimede" dedicato al suo amato Tommaso de' Cavalieri, copia da un originale perduto del 1532. Matita, Royal Collection, Castello di Windsor

La prima testimonianza di una rete di frequentazioni fra omosessuali nelle città italiane del Rinascimento risale al 1407 a Venezia. I documenti parlano di un processo che coinvolse ben 35 sodomiti, ma non è noto se siano stati scoperti a uno a uno o tutti insieme. Già 32 anni prima Benvenuto da Imola, nel suo commento alla Divina Commedia, si gloria di aver smascherato una consistente comunità di sodomiti a Bologna.
L'ipotesi che sia esistita una sottocultura sodomita nel Rinascimento è stata avanzata di recente da Giovanni Dall'Orto. La sottocultura omosessuale premoderna prevedeva un rapporto sessuale tra un adulto e un ragazzo di età compresa fra i 14 e i 18 anni. In questo modo, si riproponeva un rapporto basato su criteri normali, che garantisse un margine di tolleranza ai sodomiti, anche se vi era la pena del rogo per gli eccessi.
Un ragazzo poteva accettare di farsi sodomizzare per denaro, per attirare l'attenzione di un adulto o per l'inconfessato piacere. I soldi che un ragazzo rimediava prostituendosi non erano malvisti da tutte le famiglie, poiché contribuivano al bilancio familiare. Ad esempio, la madre di Cencio, un ragazzo fattorino di Benvenuto Cellini, aveva approfittato dei gusti omosessuali del famoso scultore, proponendogli di mantenere il figlio. In una lettera del 1514, Michelangelo Buonarroti si dice sconcertato del modo in cui un padre avesse accettato di mandare in casa sua il figlio come garzone, in cambio di prestazioni sessuali.
Per secoli gli arresti in massa si successero, uno dopo l'altro, ininterrottamente.

### Venezia
A conferma della presenza di pederasti vi sono le stesse leggi di Venezia, una delle quali, nel 1450, indica i portici vicini a Rialto e il portico della chiesa di San Martino come luoghi d'incontro.

### Firenze
L'esistenza degli omosessuali nella Firenze del Rinascimento è documentata da una mappa dei luoghi frequentati, raccolta in una lettera del 25 febbraio 1514, in cui Niccolò Machiavelli parla dell'esperienza di Giuliano Brancacci, uscito una sera a caccia di "uccelli".
Francesco Scambrilla, poeta minore del Quattrocento, segnala un viavai di omosessuali nelle vie intorno a Sant'Ambrogio. A Firenze e a Siena, san Bernardino pronunciò molte prediche contro la sodomia, una sorta di enciclopedia dei comportamenti devianti del tempo.

### Roma
Bertolotti rivela che nel Cinquecento a Roma, in piazza Navona, i ruffiani proponevano ragazzi ai passanti.
Alcuni storici sostengono l'omosessualità di papa Leone X. Guicciardini recita nella sua Storia d'Italia a proposito di Leone X da poco morto: credettesi per molti, nel primo tempo del pontificato, che è fusse castissimo; ma si scoperse poi dedito eccessivamente, e ogni dì più senza vergogna, in quegli piaceri che con onestà non si possono nominare, - sottintendendo, secondo molti, le pratiche omosessuali. Certo è che era una voce molto diffusa a Roma, come dimostrano molte pasquinate dell'epoca. Una di queste lo definiva "fiorentin, baro, cieco e paticone" dove paticone indica l'omosessuale passivo.

### Napoli
Verso il 1630, anche Bouchard descrive la prostituzione dei nobili napoletani omosessuali, che si davano pubblicamente al loro «infame mestiere [...] restando per tutto il corso della giornata agli incroci delle vie e nelle piazze per attirare i clienti».

### Transessualismo
Documentata è pure la presenza nel Rinascimento degli "effeminati", di "transessuali", o meglio, degli ermafroditi. A parlarne per primo è Francesco da Buti, commentando la parola "ermafrodito" che Dante usa in Purgatorio (XXVI 81). Un paio di secoli dopo, nel trattato di fisionomia di Giovanni Battista Della Porta, si legge che: «nell'isola di Sicilia son molti effeminati». Esistono due descrizioni di transessuali nel mondo antico. La prima risale all'epoca carolingia: si tratta di un uomo di entrambi i sessi in un bestiario di autore anonimo.
Il secondo riguarda Rolandino Roncaglia, bruciato a Venezia nel 1354 per sodomia. Egli confessò che: «non ebbe mai rapporti sessuali né con sua moglie né con alcuna altra donna perché non sentì mai alcun appetito carnale né riuscì mai ad ottenere l'erezione del membro virile". Morta di peste la moglie, Rolandino iniziò a prostituirsi, vestendosi da donna in quanto "dato che ha aspetto, voce e movenze femminili - sebbene non possegga l'orifizio femminile ma abbia membro e testicoli come i maschi - molti reputavano che fosse donna a causa appunto del suo aspetto esteriore». Risulta comunque poco chiaro quale fosse il rapporto fra omosessualità ed effeminatezza nel Rinascimento.

### Nella società rinascimentale
Secondo Bernardino da Siena il cuore del soddomito non si cura di vergogna del mondo, e non teme di giudicio di Dio. Oppressi dalla famiglia, dal rischio di diventare zimbello della città e dalla paura di finire sul rogo, non doveva essere facile per i sodomiti vivere senza sensi di colpa. Esistevano pure delle persone che ostentavano la propria diversità con estrema sfrontatezza, come il pittore Giovanni Antonio Bazzi. Ma non tutti hanno avuto il coraggio e la forza di Bazzi.
Alcuni non si sentivano responsabili delle proprie tendenze sessuali, facendo così ricadere la colpa sulla Natura o su Dio. Tra l'altro, nella mentalità popolare si pensava che la sodomia fosse un efficace rimedio alle emorroidi, alla vista e alle irritazioni intestinali. Infine, Nicola Muscia nel Duecento aveva giustificato la sua passione amorosa per un uomo dicendo che si trattava di un'attrazione naturale quanto quella del ferro verso la calamita.

### Letteratura
La Chiesa non poteva in ogni caso, neanche con tutta la sua buona volontà, riuscire a reprimere tutte le espressioni del desiderio omoerotico. Uno degli esempi più famosi è una difesa filosofica della pratica della pederastia fornita da Antonio Rocco, nel suo libro intitolato L'Alcibiade fanciullo a scola, un dialogo in cui un insegnante cerca di usare la filosofia di convincere uno studente ad avere un rapporto sessuale con lui. Tuttavia, data la natura estremamente sarcastica della scrittura, non sembra chiaro se l'autore volesse fare per l'appunto una satira o fosse invece preso da un interesse genuino per l'argomento, utilizzando quindi la scusa di essere irridente e barzellettistico.

## Epoca moderna
In Inghilterra i vizi alla moda sono il bere e l'andare a puttane, in Turchia la sodomia e il fumo. Noi preferiamo una ragazza e una bottiglia, loro una pipa e un passivo.

### L'omosessualità nel Settecento in Gran Bretagna
Quello della Molly house è un termine arcaico indicante una taverna o stanza privata dove uomini omosessuali e fautori del crossdressing avrebbero potuto incontrarsi sia per socializzare o per incontrare possibili partner sessuali; apparvero nel corso del XVIII secolo a Londra e in altre città inglesi. I patroni della casa avrebbero anche potuto a volte emanare dei finti matrimoni, a volte con "la sposa" che fingeva di essere incinta. Margaret Clap, meglio conosciuta come "Madre Clap" conduceva e gestiva una casa-caffè di questo tipo tra il 1724-1726 a Holborn nel Middlesex, a poca distanza dalla capitale londinese.
Ella è stata anche pesantemente coinvolta nelle battaglie legali che ne derivarono dopo la perquisizione del locale a premessa della sua chiusura. Queste Case Molly sono state forse i primi precursori dei moderni gay bar.

### La Rivoluzione francese e il Codice napoleonico
La Rivoluzione francese abolì nel 1791, sulla base dei principi filosofici dell'Illuminismo, tutti quelli che definì i reati immaginari, come la stregoneria, l'eresia, e per l'appunto la sodomia. Il Codice napoleonico conservò tale decisione, pur introducendo alcune misure restrittive di polizia relative alla cosiddetta offesa alla pubblica decenza che potevano essere usate per reprimere l'omosessualità. La Francia diventa così, assieme ad Andorra, il primo paese dell'Europa occidentale a depenalizzare gli atti omosessuali tra adulti consenzienti.
La decisione ebbe un impatto duraturo, creando in Europa un'area composta da paesi, quasi tutti cattolici, che seguivano il Codice napoleonico, e nei quali l'omosessualità fra adulti consenzienti non era più un delitto, e un'area composta in maggioranza da paesi protestanti, in cui l'omosessualità maschile persisteva come reato. Questa situazione creò le basi di un vasto turismo omosessuale che portava ricchi omosessuali del Nord Europa a cercare amanti nei Paesi cattolici dell'Europa del Sud, Italia inclusa.
Questa disparità di trattamento costituì il primo stimolo per alcuni omosessuali, viventi in paesi in cui l'omosessualità era ancora un reato, a intraprendere campagne per l'abolizione delle leggi anti-omosessuali, a giustificare il loro modo di essere come determinato dalla natura e non da una scelta morale corrotta, facendo quindi pressione su medici e scienziati affinché ne studiassero le cause e le caratteristiche. Alla fine, questo attivismo portò alla fondazione di un vero e proprio movimento di liberazione omosessuale, che ebbe ovviamente il massimo sviluppo nelle nazioni in cui l'omosessualità rimaneva un reato.

### Il movimento per l'emancipazione in Germania, 1890-1934
Precedentemente al Terzo Reich, Berlino era considerata una città liberale, con molti bar gay, nightclub e cabaret. Esistevano anche molti bar per travestiti dove turisti eterosessuali e gay erano spettatori delle messe in scena e interpretazioni delle drag queen. Adolf Hitler condannò una tale degenerazione culturale, assieme alla prostituzione e alla sifilide nel libro Mein Kampf, assumendo anche come responsabili di tali fenomeni gli ebrei.
Berlino possedeva anche i più attivi movimenti LGBT al mondo d'allora. Il dottore tedesco Magnus Hirschfeld era cofondatore del Comitato Scientifico-Umanitario ('Wissenschaftlich-humanitäres Komitee, WhK), fondato nel 1897 proprio a Berlino nel tentativo di contrastare il noto Paragrafo 175 del codice penale tedesco che disponeva il sesso tra uomini come illegale. Esso inoltre si batteva per il riconoscimento sociale di uomini e donne omosessuali e transessuali. Fu questa la prima organizzazione pubblica per i diritti LGBT. Il comitato aveva branche anche in varie altre nazioni.
Nel 1919, Hirschfeld fondò anche l'Institut für Sexualwissenschaft (Istituto per la Ricerca Sessuale), un istituto di ricerca sulla sessualità. Possedeva una libreria e un grande archivio di ricerca. Inoltre l'istituto fu un pioniere della “chiamata alle armi” mondiale che si ebbe, successivamente, per il riconoscimento dei diritti civili e per l'accettazione sociale delle persone LGBT.
Friedrich Radszuweit, imprenditore, editore e scrittore, fu un omosessuale dichiarato, e uno degli attivisti di spicco del primo movimento omosessuale in Germania ai tempi della repubblica di Weimar.
Gustav Wyneken, pedagogo e scrittore nonché riformatore dell'educazione, fautore del libero pensiero e leader carismatico; le sue idee e pratiche in materia d'istruzione e socializzazione giovanile sono state molto influenti tra i suoi contemporanei, ma anche controverse a causa della loro palese posizione a favore della pederastia, seppur in parte idealizzata.
Adolf Brand, militante radicale tra i pionieri dell'attivismo a favore dell'accettazione della bisessualità e dell'omosessualità nella società occidentale contemporanea. Divenne insegnante di scuola per un breve periodo di tempo prima di fondare una piccola casa editrice, attraverso la quale nel 1896 riuscì a far pubblicare il primo periodico rivolto a un pubblico espressamente omosessuale della storia, Der Eigene ("Lo speciale" o "L'Unico"), che continuò a essere stampato ininterrottamente fino al 1931.
Anna Rüling è stata una giornalista tedesca il cui intervento nel 1904 è stato il primo discorso politico ad affrontare apertamente i problemi che devono affrontare le lesbiche. Una delle prime donne moderne a fare coming out, è stata descritta come "la prima nota attivista lesbica".
Ragazze in uniforme del 1931 viene spesso indicato come il primo film a tema lesbico. Diretto da Leontine Sagan con la supervisione di Carl Froelich, tratto dall'opera teatrale drammatica "Gestern und Heute" (Ieri e oggi) di Christa Winsloe, dal quale è stata tratta anche una versione nel 1958 e una nel 2006.
Die Freundin è stata una delle più popolari riviste tedesche a tema lesbico della repubblica di Weimar, pubblicata dal 1924 al 1933.

### Il caso Wilde
L'autore irlandese e drammaturgo Oscar Wilde ha svolto un ruolo importante nel portare l'omosessualità all'occhio del pubblico. Lo scandalo creatosi nella società britannica e il successivo procedimento giudiziario del 1895-6 è stato molto discusso non solamente in tutta Europa, ma anche negli Stati Uniti d'America, anche se il New York Times si concentrò maggiormente sull'aspetto del ricatto, pertanto solo alludendo agli aspetti omosessuali della vicenda e ritenendoli avere solo un "significato curioso": questo nella sua prima pubblicazione del 4 aprile 1895.
Dopo l'arresto di Wilde, il 6 aprile lo stesso quotidiano cominciò a discuterne il caso come di una questione di immoralità, ma ancora una volta non ebbe ad affrontare specificamente il tema dell'omosessualità, discutendo invece di un numero imprecisato di almeno 18 giovani che erano stati chiamati a testimoniare.

## Il Novecento

### La persecuzione fascista
La politica del fascismo italiano contro gli omosessuali durò tre anni (dal 1936 al 1939) ma anche nella sua brevità l'episodio si rivela assai istruttivo per capire la mentalità che fa ancor oggi degli omosessuali uno dei gruppi di persone più osteggiati dai cittadini italiani e maggiormente colpito dal l'intolleranza . In Italia l'inserimento degli omosessuali tra i gruppi di cittadini da colpire per la "tutela della razza" fu una decisione, frutto di un entusiasmo astratto, che interferì con la tradizione razzista preesistente, disturbandola, e soprattutto cozzò contro una tradizione di repressione dell'omosessualità estremamente efficace e collaudata, rischiando di intralciarla e di rivelarsi addirittura controproducente.
Il paradosso maggiore di tale decisione fu questo: definire gli omosessuali in quanto "razza", al pari degli ebrei o delle persone di colore, significava riconoscere loro uno status di gruppo sociale, per quanto deviante e criminale. Ciò contraddiceva in pieno la strategia seguita fin lì dal fascismo, che a sua volta si basava su almeno un secolo di tradizione giuridica e repressiva italiana, che puntava a cancellare del tutto l'omosessualità negandole qualsiasi spazio di visibilità, fosse pure deviante. Si spiega così il risultato modesto di questa politica: meno di 90 condanne al confino "politico" per "difesa della razza" inflitte a omosessuali tra il 1936 e il 1939; e di queste 42 sono opera di un unico questore di Catania, Molina, che prese troppo sul serio una decisione che i suoi colleghi, per lo più, si limitarono a snobbare.
Per settant'anni gli italiani avevano ripetuto che l'omosessualità era un tipico vizio da inglesi e da tedeschi, e proprio il fascismo avrebbe dovuto confessare l'inconfessabile, e cioè che l'omosessualità esisteva perfino in Italia? Non stupisce insomma che le leggi razziali italiane non abbiano portato con sé nessuna legge antiomosessuale: l'estensione della "politica di difesa della razza" agli omosessuali avvenne semmai per via di misure amministrative, e non per mezzo di leggi ad hoc come nella Germania nazista. In pratica ciò che avvenne fu classificare come "confinati politici" anziché come "confinati comuni" un'ottantina di omosessuali, o poco più.
Il confino stesso, "politico" o comune, era comminato agli omosessuali non sulla base di una legge apposita, bensì sulla base del Testo Unico delle leggi di pubblica sicurezza (promulgato con Regio decreto n. 773 il 18-6-1931), che dava alla polizia il potere discrezionale di eliminare dalla convivenza sociale un individuo che avesse un atteggiamento "scandaloso". Per questo non era necessario un processo regolare (ne bastava uno sommario), non erano necessarie prove, in quanto le prove le doveva fornire la polizia, che proponeva il confino e la cui "parola d'onore" costituiva prova essa stessa. Bastava che la polizia affermasse che una certa persona "dava scandalo". In questo modo fu facile punire quegli omosessuali che non vivevano in modo sufficientemente segreto la loro condizione. Altri metodi repressivi di cui si trovano traccia negli archivi sono il pestaggio (comune sotto il fascismo), l'uso delle classiche bottiglie d'olio di ricino, il licenziamento se si lavorava per un ente pubblico, e molto spesso anche l'ammonizione (una specie di arresto domiciliare mitigato) sotto la sorveglianza costante della polizia.
Queste sono tutte forme di repressione che non passano attraverso il codice penale, e perciò non lasciano traccia, non si prestano a essere pubblicate sui giornali, sfuggono all'attenzione degli storici, non entrano a fare parte di statistiche, sono indolori per la società... ma non ovviamente per chi ne è colpito. Al contrario la persecuzione "razziale" degli omosessuali, laddove fu applicata con coerenza, a Catania, creò uno scandalo (sotterraneo) di tale dimensioni che persone anziane interrogate nel 1987 se ne ricordavano ancora. Non c'è dunque da stupirsi se allo scoppio della guerra il fascismo si sbarazzò alla chetichella di questa nuova, e inadeguata, strategia di persecuzione.
La rimozione dal corpo sociale attraverso l'arresto del singolo omosessuale troppo "chiacchierato" rafforzava l'immagine sociale della "normalità". Al contrario l'improvviso arresto indiscriminato di decine di persone, in maggior parte "insospettabili" quando non sposate e con figli, minava dall'interno l'immagine della "normalità eterosessuale".
Paradossalmente una politica repressiva di questo tipo, applicata con coerenza, finirebbe per confermare ciò che oggi affermano i movimenti di liberazione gay: che le e gli omosessuali non sono una razza a parte e tanto meno mostri, che sono persone come tutte le altre, e che omosessuale può essere chiunque: il tuo collega di lavoro, il tuo amico del cuore, tua figlia, la tua vicina di casa.
In parole povere, il razzismo nazista entrava in conflitto con il razzismo italiano (o genericamente cattolico-mediterraneo), culturalmente diverso, imponendo la scelta fra un tipo o l'altro di razzismo.
Il razzismo anti-omosessuale importato dalla Germania non riuscì ad attecchire in Italia non certo per una pretesa refrattarietà del popolo italiano al razzismo, bensì perché troppo forte e radicata si rivelò la concorrenza del preesistente razzismo autoctono, più adatto ai preconcetti della popolazione indigena.
Ecco il motivo per cui negli stessi anni in cui in Germania era già in atto la deportazione nei campi di sterminio, che costò la vita ad almeno diecimila omosessuali (ma c'è chi arriva a centocinquantamila: le cifre esatte non si conoscono), in Italia tutti gli omosessuali inviati al confino vennero rispediti a casa incolumi, sia pure in libertà vigilata.
Il fatto è che in Germania il nazismo stroncò, affogandolo nel sangue, un mondo omosessuale strutturato, organizzato, visibile, parzialmente cosciente di sé, che si poneva come "alternativo" a quello "normale".
In Italia invece il mondo omosessuale viveva da decenni in piena oscurità, basti pensare che la censura si applicava persino ai casi di cronaca nera.
Grazie a questo atteggiamento, che non è stato rinnegato con la caduta del fascismo, l'omosessualità si trasformò poi, in Italia, nel regno del non-detto, dei sussurri, degli eufemismi, dei giri di parole, dei volti nascosti: un mondo che c'è, però non esiste, perché non ha il diritto ad affiorare alla realtà. Tale mentalità è viva ancora oggi, anche all'interno del mondo omosessuale ed è considerata da molti la prima causa degli atti di violenza, di intolleranza e di discriminazione che colpiscono la comunità lesbica e gay del Paese.

### La persecuzione nazista

Il triangolo rosa

Durante il nazismo in Germania, i rapporti omosessuali, considerati «sterili» ed «egoistici» vennero visti come un tradimento alle politiche demografiche di potenziamento del popolo non essendo gli omosessuali in grado di riprodursi, per questo motivo da 10 000 a 30 000 omosessuali tedeschi vennero internati nei campi di concentramento.
I prigionieri omosessuali, all'interno dei campi nazisti, venivano identificati con un triangolo rosa rivolto con una punta verso il basso. Questo simbolo, in ricordo dello sterminio, è spesso usato dai movimenti omosessuali nelle lotte contro la discriminazione.

### La persecuzione comunista
Nel 1917 la rivoluzione d'ottobre rovesciò il governo zarista e, dopo la guerra civile del 1922, si fondò l'Unione delle Repubbliche Socialiste Sovietiche. Il Partito Comunista debellò le leggi omofobe zariste, legalizzando di fatto, per la prima volta, l'attività omosessuale in tutto un paese. L'esperienza rivoluzionaria si accompagnò anche da una rivoluzione sessuale, spingendo militanti, intellettuali, e interi settori della società, a profonde riflessioni e studi in materia di "superamento della dottrina borghese della famiglia". Si realizzarono, ad esempio, libri come L'Alfabeto Erotico Sovietico (1931) di Sergey Merkurov, commissionato per combattere il vasto analfabetismo delle campagne russe, con scene esplicite di bisessualità. Nelle metropoli, soprattutto, ma non solo, nacquero esperienze di avanzata emancipazione sessuale. Questo "periodo felice" si conferma con la sorprendente presenza di uomini e donne apertamente omosessuali negli apparati statali.
Per una ventina d'anni tale processo, seppur parziale, di emancipazione del mondo LGBTQ s'interruppe. Dal 1933 alla prima metà degli anni 1950, il governo sovietico, sotto la guida di Iosif Stalin, tornò a criminalizzare l'attività omosessuale con condanne ai lavori forzati fino a cinque anni. Leggi che si basavano (come in molte altre nazioni) sul concetto pseudo-biologico di degenerazione. L'omosessualità era una tara, fisica, legata alla decadenza morale e fisica della corrotta, e ormai sconfitta, classe borghese. Come tale, era da sradicare da tutta l'URSS. In base agli studi compiuti dopo il crollo dell'URSS si è potuto verificare che alcune decine di migliaia di persone furono internate per omosessualità nei gulag staliniani, da dove non fecero mai ritorno. L'omosessualità fu inoltre usata come arma nelle lotte politiche dell'URSS, accusando gli avversari politici di essere omosessuali.
Con la destalinizzazione degli anni 1950 cominciò una certa liberalizzazione degli atteggiamenti nei confronti delle questioni sessuali in tutta l'Unione Sovietica. Negli anni 1960 molti pedagoghi sovietici progressisti invocavano la necessità urgente d'introdurre l'educazione sessuale nelle scuole, ma l'idea fu molto criticata nei quotidiani sovietici e non fu portata avanti dal governo. La cultura gay divenne sempre più visibile, in particolare dopo la politica della glasnost attuata dal governo di Michail Gorbačëv a partire dalla metà degli anni 1980. Verso la fine degli anni 1980 e i primi anni 1990 iniziò una politica di lotta e prevenzione contro la diffusione dell'AIDS grazie anche al lavoro coordinato di associazioni come Anti-AIDS (il cui presidente era il noto scrittore Vladimir Pozner), che pubblicava il periodico popolare "SPID-info" (Informazione-AIDS) e al fondo di beneficenza "Ogonyok anti-AIDS". Ruolo fondamentale nella diffusione della prevenzione e della cultura sessuale ebbero anche l'associazione per la prevenzione delle malattie sessualmente trasmissibili e il Fondo sovietico dell'infanzia. L'insieme di queste politiche e istituzioni scomparì con il golpe di Boris Yeltsin del 1991, la dissoluzione dell'Unione Sovietica e la conseguente restaurazione del potere della chiesa ortodossa, dalla politica marcatamente omofoba. Il 27 maggio del 1993 vennero legalizzati gli atti omosessuali.
Anche a Cuba gli omosessuali furono perseguitati negli anni 1960 e 1970, condotti nei campi di concentramento correzionali e nelle prigioni "Nueva Carceral de la Habana del Est". L'omosessualità è stata depenalizzata a Cuba solo nel 1997. Fidel Castro chiese pubblicamente scusa nel 2010.

### Movimento omofilo
Il nome "homófilo" (in lingua greca φιλία-philia, l'amore), è stato adottato da questi gruppi come alternativa alla parola omosessuale, a sottolinearne perciò l'amore più che il sesso, e cercar così di allontanarli dalla rappresentazione negativa e stereotipata degli omosessuali come sessualmente promiscui. La parola è stata creata da Karl-Günther Heimsoth nella sua tesi di dottorato nel 1924, "Hétero e homófilia".

### I moti di Stonewall
Nell'autunno del 1959, la polizia dell'amministrazione Wagner di New York City cominciò a chiudere i gay bar della città, che erano quasi due dozzine a Manhattan all'inizio dell'anno. Questo provvedimento era in gran parte il risultato di una campagna omofobica di estrema destra concepita dall'editorialista del quotidiano NY Mirror, Lee Mortimer. I gay bar vennero chiusi in poco tempo, e quelli riaperti ebbero vita breve. L'elezione di John Lindsay nel 1965 ha segnato un cambiamento importante nella politica della città e un nuovo atteggiamento nei confronti della comunità LGBT di New York.
Il 21 aprile 1966, Dick Leitsch, presidente della Mattachine Society, e altri due membri organizzarono una riunione al Julius Bar al Greenwich Village di Manhattan. Questo portò a leggi anti-gay nell'organizzazione della città. Queste disposizioni prevedevano che per gli omosessuali fosse illegale riunirsi in pubblico e bere alcolici in un bar. Prima di queste leggi il commercio dei gay bar doveva appoggiarsi alla polizia e alla mafia, pagandole. Non appena la legge venne abrogata, i gay bar tornarono a essere liberi.
I moti di Stonewall furono una serie di conflitti violenti fra omosessuali e ufficiali della polizia di New York. Iniziarono venerdì 27 giugno 1969 all'1:20, quando la polizia irruppe nel locale Stonewall Inn, un gay bar aperto senza autorizzazione. Stonewall è considerato una svolta per il movimento per i diritti LGBT di tutto il mondo.

### OMS: non è una malattia

Il nastro rosso, simbolo internazionale della lotta contro l'AIDS

Con l'avvento della psicoanalisi all'inizio del XX secolo vi fu un primo timido cambiamento nella percezione dell'omosessualità in una parte delle società occidentali, il che ha smesso di vedere gli omosessuali come viziosi peccatori o criminali per introdurli però nell'ambito della malattia mentale; così che, lungi dall'essere un passo avanti è stato invece un peggioramento, dal momento che non si aveva più solo a che fare con fanatici religiosi e oppressori politici, ma anche con gli psichiatri e le loro svariate teorie in proposito.
Gli omosessuali, anche nei paesi in cui non era un reato, si trovavano a rischio di un tentativo di essere "curati": molti omosessuali di tutto il mondo furono internati volontariamente o forzatamente in qualche ospedale psichiatrico e sottoposti a pericolose terapie di riorientamento sessuale durante la maggior parte del XX secolo.
Il 17 maggio 1990 rappresenta una data miliare della storia LGBT, in quanto l'Organizzazione mondiale della sanità ha rimosso l'omosessualità dalla classificazione statistica internazionale delle malattie. Questa esclusione dalla lista delle malattie mentali è stata seguita dal resto delle organizzazioni mediche in tutto il mondo: il Regno Unito ha fatto lo stesso nel 1994, seguita dal ministero della salute della federazione russa nel 1999 e dalla società cinese di psichiatria nel 2001.
Questa decisione aveva avuto un illustre precedente nel 1973, quando l'American Psychological Association (APA, l'associazione di categoria che rappresenta gli psicologi statunitensi) ha modificato lo status precedentemente dato all'omosessualità, con un voto all'unanimità per rimuoverla dalla sezione delle "deviazioni sessuali" nella seconda edizione del Manuale diagnostico e statistico dei disturbi mentali(il DSM -II).
Tale decisione è stata ufficialmente confermata a maggioranza semplice (il 58%) dei membri generali dell'APA nel 1974 i quali hanno deciso di sostituire la diagnosi in base alla categoria più morbida di "disturbo dell'orientamento sessuale", che sarebbe stato sostituito nella terza edizione (DSM-III) dal termine di "Orientamento sessuale egodistonico" la quale ha finito anche questa per essere rimossa dalla lista sulla base della revisione della stessa edizione (DSM-III-R) nel 1986.

### L'era dell'AIDS
L'era dell'AIDS è iniziata ufficialmente il 5 giugno 1981 quando il "Centro per la prevenzione e il controllo delle malattie" statunitense ha convocato una conferenza stampa in cui ha descritto cinque casi di polmonite avvenuti a Los Angeles, mentre durante tutto il mese seguente hanno registrato diversi casi di sarcoma di Kaposi.
Anche se i medici conoscevano l'origine delle polmoniti come causate dallo Pneumocystis jirovecii (un fungo patogeno opportunista nell'uomo) e del sarcoma, l'apparizione congiunta di entrambi ha attirato la loro attenzione. La maggior parte di tali pazienti erano difatti uomini gay sessualmente attivi e la maggior parte di loro sono deceduti nel giro di pochi mesi.
Grazie alla nascita di macchie rosate sul corpo dell'infetto, la stampa ha cominciato inizialmente a chiamare l'AIDS "peste rosa", in aggiunta anche per il fatto che sembrava prendesse di mira quasi esclusivamente gli omosessuali; ben presto è stato però notato che anche altri gruppi ne venivano colpiti, come gli immigrati provenienti da Haiti, gli affetti da tossicodipendenza, i destinatari di trasfusioni di sangue e infine anche le donne eterosessuali.
Fino al 1984 la causa rimase sconosciuta e si sono imbastite differenti teorie circa la possibile causa scatenante il morbo; la teoria col maggior sostegno fu che l'AIDS veniva causato da un virus e le prove a carico di questa ipotesi erano fondamentalmente epidemiologiche. Nel 1983 un gruppo di nove uomini gay con AIDS a Los Angeles, che intrattenevano rapporti di coppia in comune, tra cui un altro uomo a New York che aveva intrattenuto relazioni sessuali con tre di loro, sono serviti come base per poter stabilire un modello di contagio tipico delle malattie infettive. Questa ipotesi ha condotto infine alla scoperta del virus HIV e da allora in poi si è potuto cominciare a indagare il loro trattamento e l'origine.
La tesi attualmente riconosciuta circa l'origine dell'AIDS sostiene che lo stesso HIV proviene da un altro virus chiamato virus dell'immunodeficienza delle scimmie (VIS) del tutto equivalente all'HIV umano e che provoca sintomi simili all'AIDS in altri primati; questo sarebbe passato agli esseri umani da chi mangiava la carne di questi animali e ha iniziato a diffondersi tra la popolazione africana già nel corso del XIX secolo.
In un primo momento la comunità gay è stata variamente accusata per la nascita e successiva diffusione dell'AIDS in tutto l'Occidente. Anche alcuni gruppi religioni iniziarono ad affermare che l'AIDS era la punizione di Dio per gli omosessuali (questa credenza è ancora popolare tra alcune minoranze di cristiani e credenti musulmani). Altri hanno accusato lo stile di vita promiscuo e "depravato" degli omosessuali, come responsabili primari della malattia. Tutto questo mentre in seguito venne rivelato che originariamente la trasmissione in Africa si era verificata principalmente attraverso il contatto eterosessuale.
In ogni caso, la relativamente rapida diffusione della malattia nelle comunità di omosessuali, insieme al fatto che la maggior parte dei pazienti noti inizialmente nella società occidentale fossero gay, ha alimentato queste convinzioni; per contrastare questa rapida diffusione ha assunto un fattore molto importante l'uso del preservativo, fino ad allora utilizzato solo raramente tra gli omosessuali essendo considerato per lo più un anticoncezionale.
I pregiudizi sopra descritti hanno rappresentato un passo indietro nell'accettazione di fatto dell'omosessualità. Tutte le vittime della malattia nelle sue fasi iniziali hanno ulteriormente sofferto di una forte stigmatizzazione, che era così doppia nel caso degli omosessuali. I gruppi di vittime hanno dovuto fare sforzi e lavorare a stretto contatto con la comunità medica in campagne d'informazione per pubblicizzare le vere cause e le modalità di trasmissione della malattia, per bandire il panico instauratosi e quindi cercare di porre fine alla discriminazione.
D'altra parte, l'epidemia ha causato un grande impatto nella comunità gay, poiché la maggior parte di un'intera generazione è stata colpita e i sopravvissuti hanno dovuto assistere a come colleghi e amici morissero prima della comparsa di un qualche trattamento di farmaci antiretrovirali (ART) come terapia antivirale. Tutto ciò ha inoltre segnato un significativo cambiamento nei costumi sessuali della maggioranza, generalizzando l'utilizzo del profilattico come misura di prevenzione tenuta a integrare le misure di protezione per impedirne le vie di infezione.

### I matrimoni omosessuali
Tra la fine del XX secolo e l'inizio del ventunesimo, in molti paesi è nata l'esigenza di creare leggi riguardo all'unione delle coppie dello stesso sesso. Il riconoscimento legale di un'unione coniugale apre una vasta gamma di diritti e doveri, compresa la previdenza sociale, le tasse e il diritto di eredità. Il riconoscimento legale limitato alle coppie di sesso opposto esclude le coppie dello stesso sesso dall'avere accesso legale a questi benefici, mentre le coppie non sposate del sesso opposto, prive di altri impedimenti legali, hanno la possibilità di sposarsi secondo un matrimonio civile e di accedere così a questi diritti.